# Vardø
Pour l’article homonyme, voir Vardø (ville).
Vardø (en finnois Vuorea) est une commune norvégienne située dans le comté de Finnmark, dans l'extrême nord-est du pays. Elle est située sur la mer de Barents.

## Histoire
Le nom norvégien pour la ville était Vargøy. Le premier élément du nom est vargr (loup), et le second øy (île). Le premier élément fut remplacé par varða (cairn).
Lieu du procès des sorcières de Vardø (en) où 91 personnes ont été exécutées pour sorcellerie, Vardø fut l’un des nombreux espaces où des femmes furent tuées parce qu’elles étaient femmes dans un monde d’hommes. Les hommes ayant orchestré ces tueries s’en prenaient particulièrement aux personnes du peuple Sami. Ces actes misogynes et xénophobes ont fait périr plus d’une centaine de personne durant la chasse aux sorcières en Norvège.
Le blason fut créé en 1895. Il présente deux bateaux de pêche, une morue et un coucher de soleil. En dessous on trouve du latin : Vardøensis insignia urbis. Cedant tenebrae soli. (« Blason de la ville de Vardø. Que les ténèbres le cèdent au soleil ! »).

## Géographie
Vardø est à l'extrême est de la Norvège, et le dernier établissement norvégien en cette direction ; elle est donc à l'est de Saint-Pétersbourg, Kiev et Istanbul. L'est du comté de Finnmark est dans le même fuseau horaire que le reste du pays même si la différence est marquée.
Le port, sur la mer de Barents, est libre de glace pendant toute l'année grâce à la dérive nord atlantique.
Vardø est souvent dite être la seule ville continentale norvégienne dans la zone de climat arctique, mais ceci est incorrect parce que la ville est située sur une île (comme le cap Nord) qui est elle-même à 2 km au nord-est de la péninsule de Varanger. En juillet la température moyenne est de 9,1 °C et en janvier elle est de −5,1 °C. Toutefois, la température moyenne en juillet pour la période 1996-2005 est de 11 °C, donc il paraît que le changement climatique éloigne peu à peu la ville de la zone de climat arctique.
L'île sur laquelle la ville est située est reliée au continent via un tunnel (le premier tunnel sous-marin de la Norvège). L'aéroport de la ville, et le village aux alentours sont situés sur le continent, à côté de la bouche du tunnel. Vardø est un port utilisé par les navires de l'express côtier Hurtigruten qui y font escale deux fois par jour (dans la nuit vers Kirkenes, à 17 heures vers Bergen). Elle est aussi la pointe nord de la route européenne E75, qui commence à Sitía en Crète.

### Îles
Les îles de la commune sont : 
- Storskjær
- Rakkeskjæret
- Rundskjæret
- Svenskeskjæret
- Sundskjæret
- Skipparskjæret
- Thomasskjæret
- Tjuvholmen
- Holmskjæret
- Vardøya
- Avløysa
- Hornøya
- Reinøya
- Svinøya
- Reinøyskjær
- Barden
- Næringsodden

## Économie
La pêche et le traitement des produits halieutiques (fruits de mer, poissons...) sont très importants pour l'économie de la ville, mais l'importance du tourisme est grandissante.
L'une des attractions principales de la ville est la Vardøhus Festning, une forteresse datant de la fin du XIIIe siècle, quoique les structures qu'on voit aujourd'hui furent construites en 1734. La ville possède aussi plusieurs colonies d'oiseaux de mer, deux musées (l'un sur le commerce des Pomors, peuple du nord de la Russie, et l'autre sur l'histoire locale et les colonies d'oiseaux). Il reste aussi des ruines des fortifications construites par les Allemands pendant la Seconde Guerre mondiale. Il y a aussi une yukigassen (guerre de neige) annuelle, unique en Norvège, et un festival consacré aux Pomors qui a lieu chaque été. La ville possède un cinéma. Le Mémorial de Steilneset commémore les personnes tuées lors des chasses aux sorcières.
La Vardøhus Festning abrite deux sorbiers des oiseleurs qui sont très surveillés et réchauffés en hiver pour leur permettre de survivre dans le climat froid de Vardø, qui est au-dessus de la limite des arbres arctique. À l'origine il y eut sept arbres plantés en 1960 ; celui qui survécut put fleurir deux fois, en 1974 et en 1981. Cet arbre succomba en 2002, mais deux petits arbres furent plantés à sa place.
La ville abrite une installation de radars depuis 1998, Globus II. Elle est utilisée pour surveiller les débris spatiaux, mais sa proximité avec la Russie et des allégations de collaboration dans le système anti-missile des États-Unis ont créé une controverse dans les cercles diplomatiques et d'intelligence.

## Personnalités liées à la commune
- John Norum, guitariste.